# S Золотой Рыбы
S Золотой Рыбы (лат. S Doradus) — яркая звезда в Большом Магеллановом Облаке, спутнике нашей Галактики. Это гипергигант, одна из самых ярких звёзд, известных науке, но она находится очень далеко от нас, и поэтому не видна невооружённым глазом. Расстояние до звезды от нас определяется в 169 000 световых лет. Она также принадлежит рассеянному скоплению NGC 1910, которое находится в северной части центральной полосы БМО.
По массе S Золотой Рыбы превосходит наше Солнце в 45 раз, по светимости — в 910 000—1 400 000 раз. Такие звёзды расходуют своё ядерное топливо так быстро, что их жизнь длится не более нескольких миллионов лет. Из-за подобной светимости давление света на поверхности S Золотой Рыбы достигает огромной величины, что производит колоссальные выбросы звёздного вещества в виде солнечного ветра.
Звезда является прототипом для переменных звёзд, классифицируемых по типу S Золотой Рыбы (S Dor).